# 알리셰르 파이줄라예프
알리셰르 오모눌라예비치 파이줄라예프(Alisher Omonullayevich Fayzullayev, 1957년 1월 10일 ~ )는 소련·우즈베키스탄의 정치가 겸 외교관이다. 그는 우즈베키스탄 대통령 비서실장 직책을 지냈다.